# 가모하라 다쓰야
가모하라 다쓰야(일본어: 蒲原 達也, 1983년 7월 8일 ~ )는 일본의 전 축구 선수이다.

## 구단 경력
과거 사간 도스, FC 류큐, FC 마치다 젤비아에서 활동하였다.